# Evgraf Sorokine
Evgraf Semionovitch Sorokine (Евграф Семёнович Сорокин), né le 6 décembre 1821, (calendrier grégorien, 18 décembre 1821) à Bolchye Soli (gouvernement de Kostroma) et mort en 1892 (calendrier grégorien, 29 février 1892) à Moscou, est un peintre russe spécialisé dans les scènes de genre, la peinture d'histoire et la peinture religieuse, qui fut également enseignant à l'école de peinture, de sculpture et d'architecture de Moscou. Ses frères Vassili (1833-1918) et Paul (1836-1886) étaient également peintres, principalement de thèmes religieux; Vassili étant plutôt spécialisé en mosaïques.

## Biographie
Il s'intéresse à l'art dans sa jeunesse auprès d'un peintre d'icônes de Iaroslavl et s'avère doué, si bien qu'on lui commande des compositions religieuses. Un prêtre de cette ville lui conseille de faire un tableau pour la venue de Nicolas Ier en visite à Iaroslavl et il réalise une toile représentant Pierre le Grand à une cérémonie à la cathédrale remarquant un portrait de lui par Matveïev et y décelant les dons du peintre. Ce tableau est présenté à l'empereur qui fait envoyer le jeune homme à l'école de l'académie impériale, où il s'inscrit en 1841 et se spécialise l'année suivante en peinture d'histoire et en portrait.
Il reçoit une petite médaille d'argent en 1843 et en 1845, ainsi qu'une grande médaille d'argent en 1845 pour son tableau intitulé La Décollation de saint Jean-Baptiste. Son Daniel dans la fosse aux lions lui vaut une petite médaille d'or en 1847 et son chef-d'œuvre Ian Ousmochvets arrêtant un taureau devant le prince Vladimir, dont le thème est imposé, lui vaut une grande médaille d'or et le droit d'être pensionnaire de l'académie pour un voyage d'études de quatre ans à l'étranger.

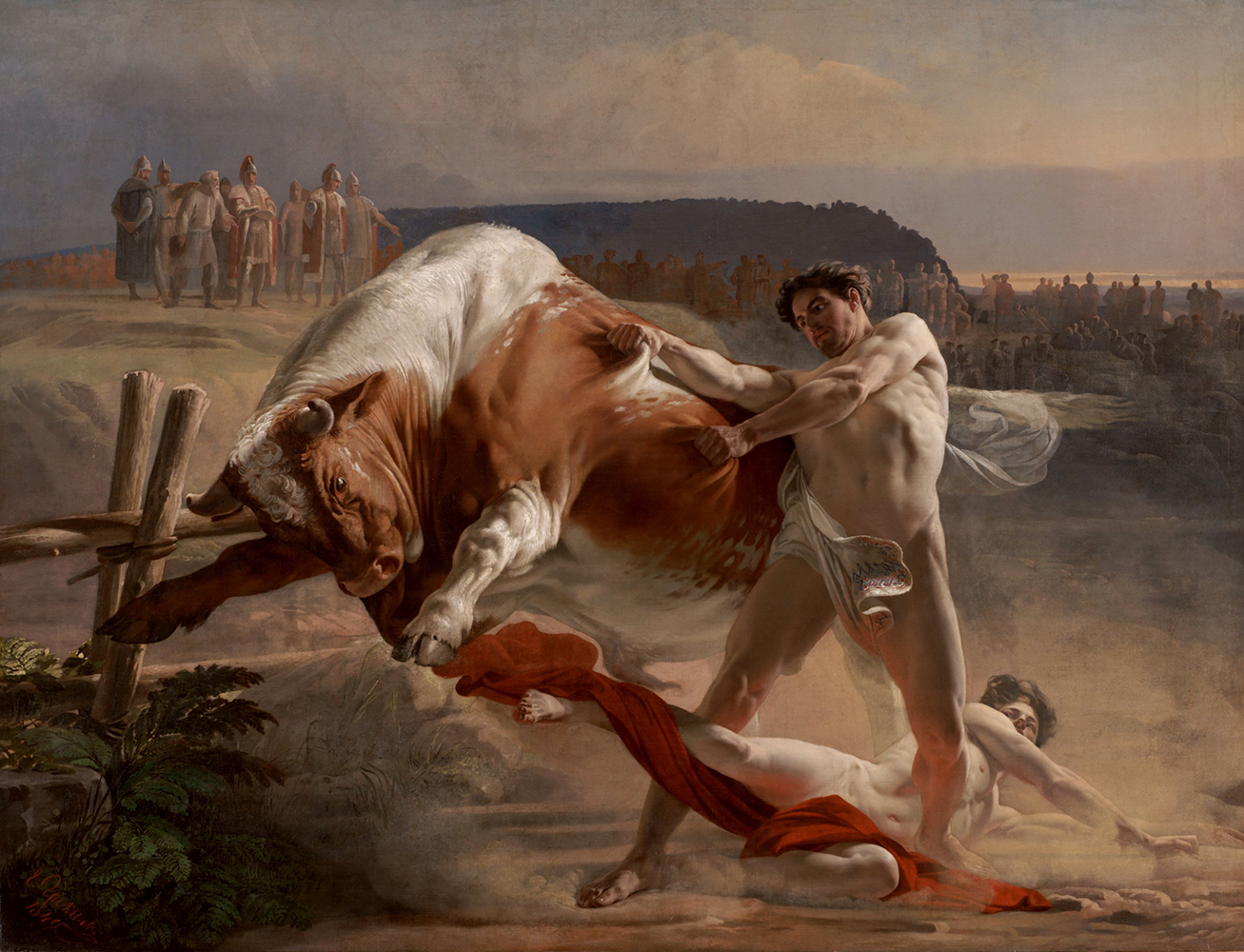
arrêtant un taureau devant le prince Vladimir.

Il visite donc l'Allemagne, la Belgique, la France, l'Espagne, la Syrie et l'Égypte. Il fait une copie du Saint Paul de Ribera en Espagne.
Il retourne en Russie en 1859 et enseigne jusqu'à sa mort à l'école de peinture, de sculpture et d'architecture de Moscou. Il est nommé académicien en 1861 pour son tableau réalisé pendant son voyage d'études L'Annonciation de la Bienheureuse Vierge Marie. On lui doit les peintures de l'iconostase de la cathédrale russe de Paris, rue Daru, représentant les évangélistes saint Marc et saint Jean, ainsi que la Dernière Cène, le Christ en gloire et le Sermon sur la montagne. Il peint également Saint Laurent et saint Étienne pour les portails nord et sud de la cathédrale du Christ-Sauveur de Moscou en plus d'autres peintures religieuses. Il y termine aussi quelques fresques de Fiodor Bruni interrompues par la mort de ce dernier.
Il reçoit en remerciement de ses travaux à la cathédrale de Moscou le titre de professeur en 1878. Ses premiers travaux sont plutôt des scènes de genre, ainsi Les Gitans espagnols, Rendez-vous ou La Petite mendiante espagnole.
Il meurt à Moscou en 1892.
Il a eu notamment pour élèves Vladimir Makovski, Mikhaïl Nesterov, Illarion Prianichnikov, Alexeï Stepanov, Sergueï Vinogradov.

## Illustrations

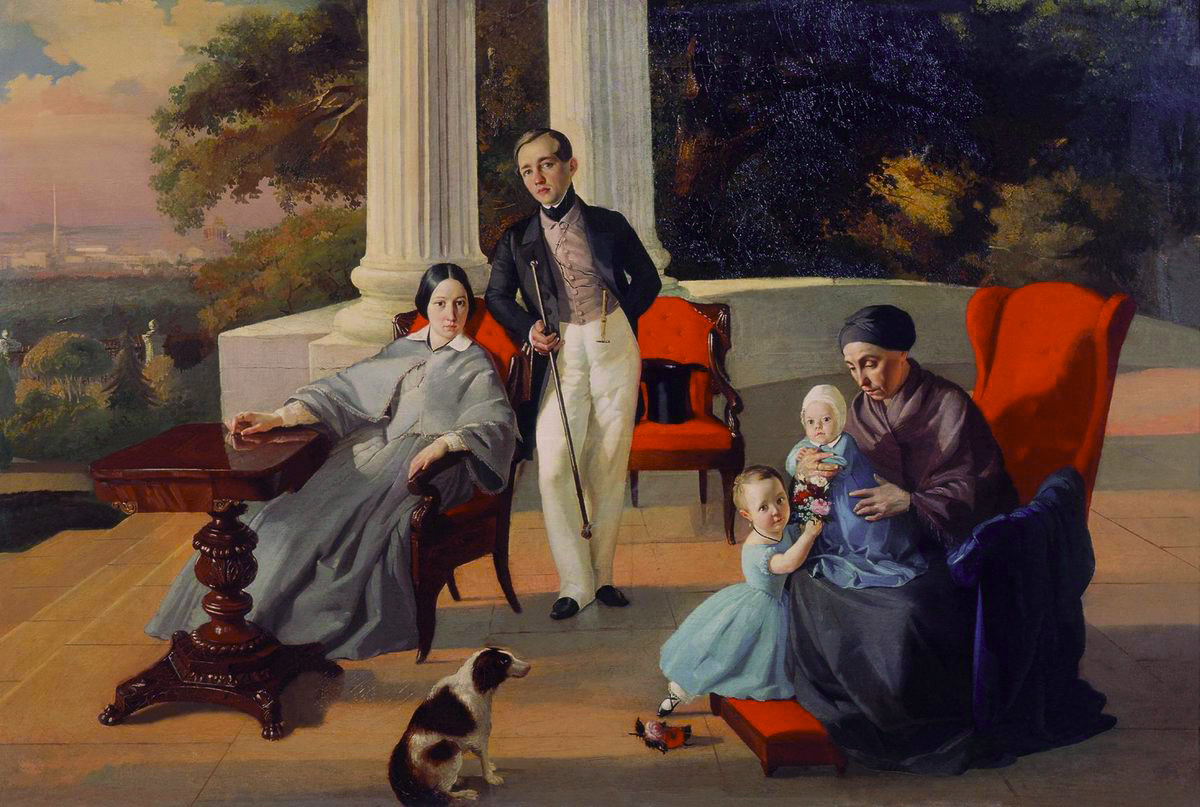
Portrait de famille (1844)
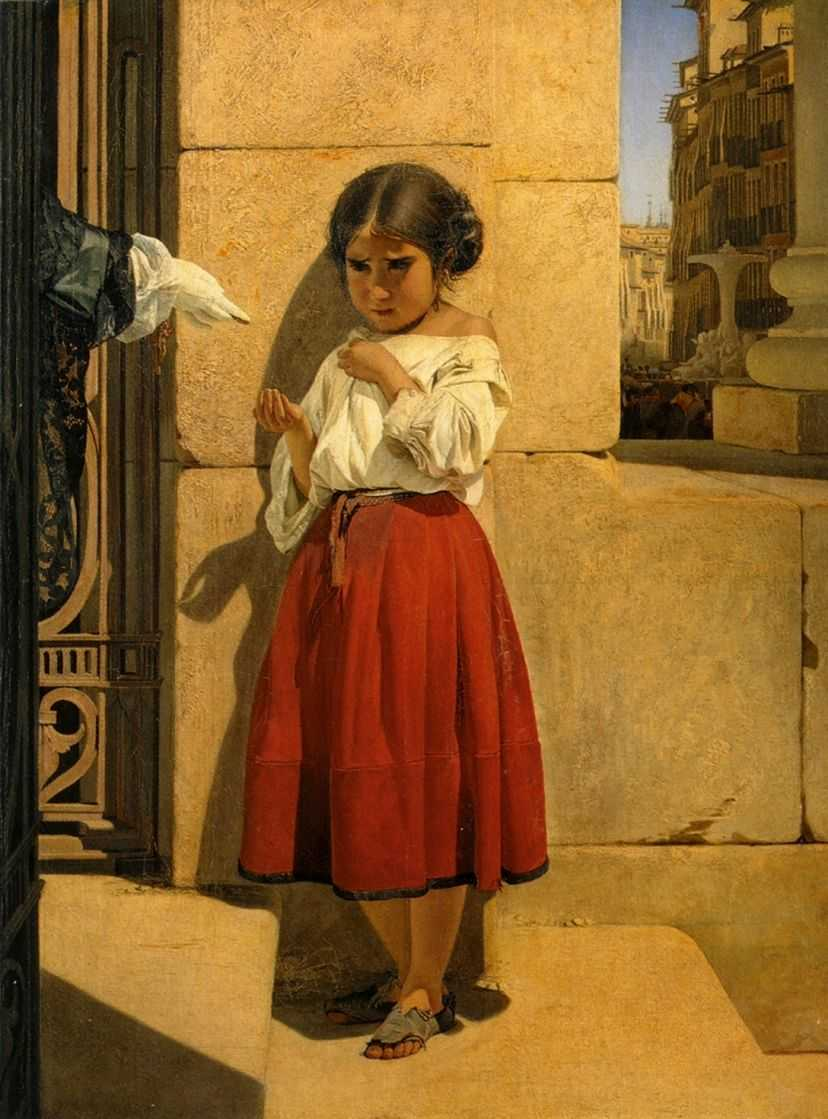
La Petite mendiante espagnole (1852)
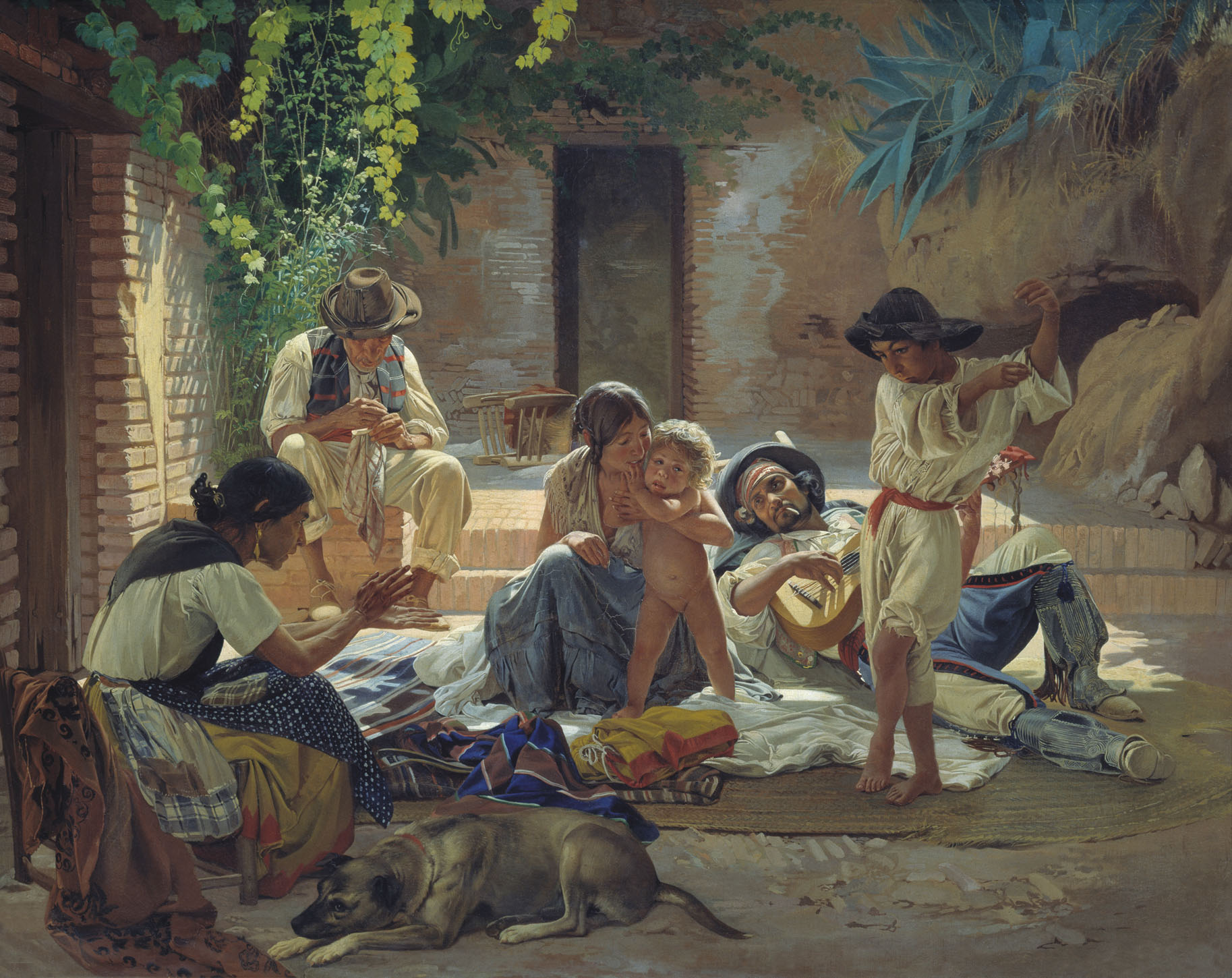
Gitans espagnols (1853)
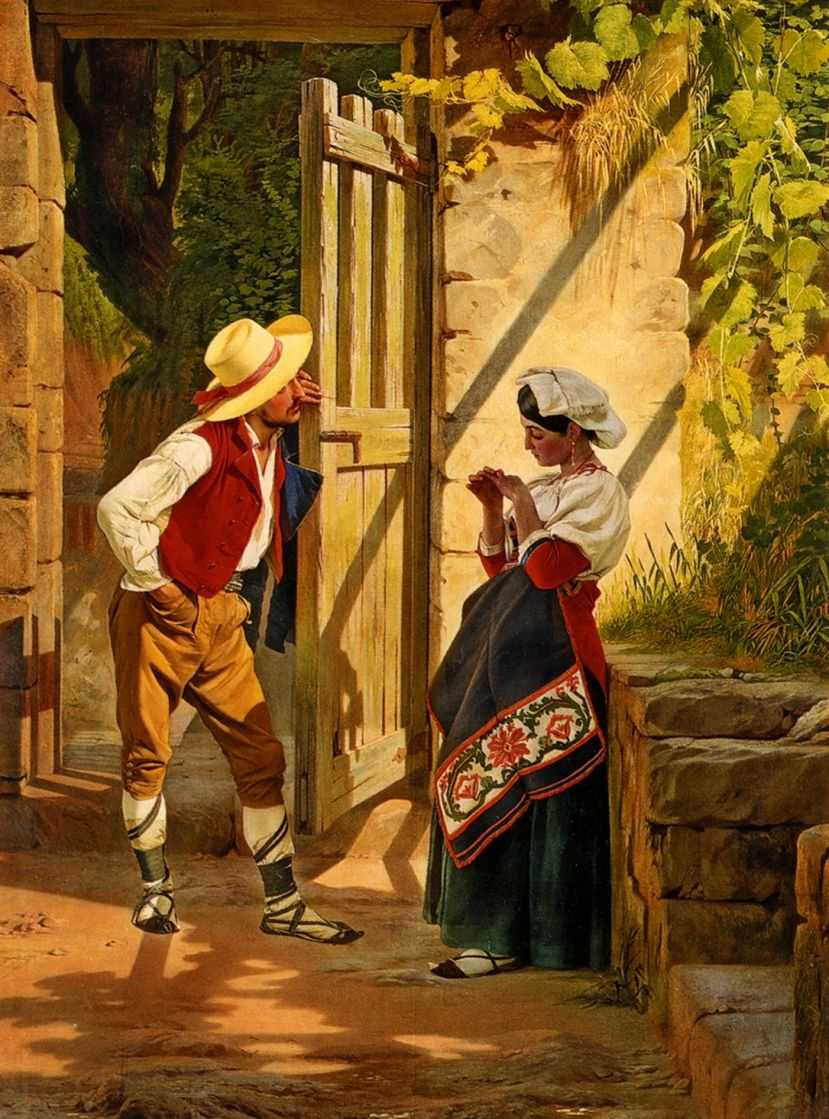
Rendez-vous (1858)
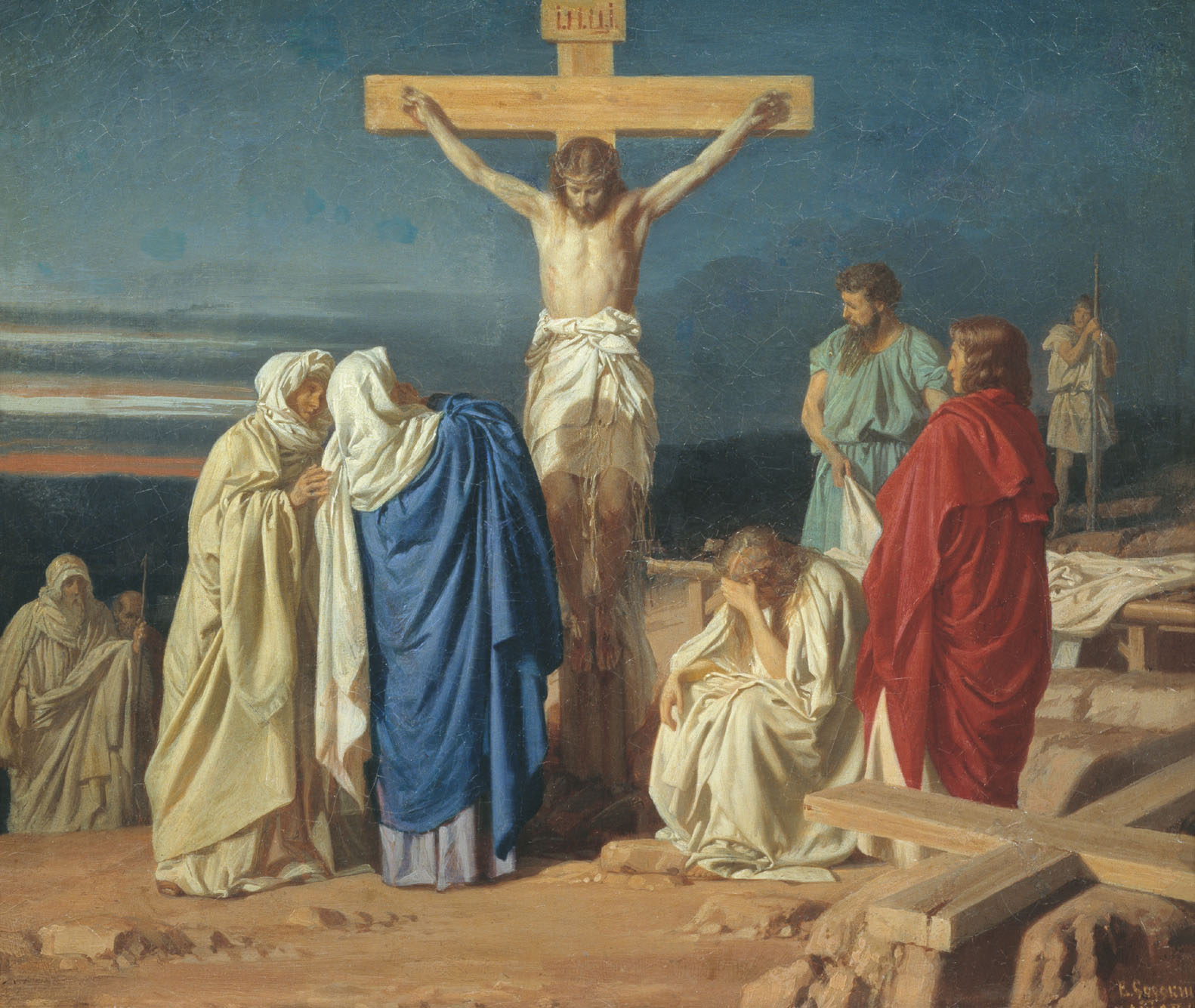
Crucifixion (1873)